# Naoemon Shimizu
Naoemon Shimizu (清水 直右衛門, Shimizu Naoemon, ? - 6 de agosto de 1945 na Hiroshima) foi um futebolista japonês que se desempenhava como atacante.
Shimizu foi eleito para integrar a seleção nacional do Japão para os Jogos do Longínquo Oriente de 1923. Em 1923, Shimizu jogou 2 vezes para a seleção de futebol de Japão.

## Trajectória

### Clubes
| Clube           | País  | Ano  |
| --------------- | ----- | ---- |
| Rejo Shukyu-Dan | Japão | ???? |

### Seleção nacional
| Seleção  | País  | Ano  |
| -------- | ----- | ---- |
| Absoluta | Japão | 1923 |

## Estatística de equipa nacional
| Seleção Japonesa de Futebol | Seleção Japonesa de Futebol | Seleção Japonesa de Futebol |
| Ano                         | Partidos                    | Golos                       |
| --------------------------- | --------------------------- | --------------------------- |
| 1923                        | 2                           | 1                           |
| Total                       | 2                           | 1                           |

## Palmarés

### Títulos nacionais
| Título            | Clube           | País  | Ano  |
| ----------------- | --------------- | ----- | ---- |
| Copa do Imperador | Rejo Shukyu-Dan | Japão | 1924 |
| Copa do Imperador | Rejo Shukyu-Dan | Japão | 1925 |